# Broadcloth and Buckskin
Broadcloth and Buckskin è un cortometraggio muto del 1915 diretto da Frank Cooley. Prodotto dalla Mustang (American Film Manufacturing Company), il film aveva come interpreti Forrest Taylor, Anna Little, Jack Richardson, Louise Lester.

## Trama
Ruth Cameron, dopo la morte dei suoi genitori, ha ereditato il ranch Lazy E. Il suo caposquadra, Walt Baird, ha un atteggiamento protettivo nei confronti della giovane di cui finisce per innamorarsi. Ruth lo ammira, ma non è sicura di amarlo.

Al Lazy E. arriva un giorno dall'Est James Gordon, inviato da una potente compagnia petrolifera a indagare sul potenziale petrolifero del ranch. Gordon usa normalmente nel suo lavoro metodi spicci e spietati, ma questa volta, dopo aver conosciuto Ruth, una donna che esula da tutti i suoi schemi, scopre che non può approfittarne. Anonimamente, la mette in guardia contro sé stesso e, al momento di chiudere l'accordo, perde l'affare.

Walt e Gordon sono molto diversi uno dall'altro e anche se Gordon cerca di incontrare a metà strada il caposquadra, quest'ultimo lo disprezza di cuore. Notando che Ruth non è insensibile al fascino di Gordon, diventa anche geloso. Nel frattempo, ambedue gli uomini hanno suscitato il rancore di Miguel, un messicano che vuole vendicarsi con il rapire Ruth.

Walt e Gordon combattono fianco a fianco per salvare la ragazza ma Gordon risulta abbastanza inutile e tutto il lavoro lo fa Walt. Ruth, quando viene salvata, giudica l'intervento di Walt abbastanza scontato mentre vede l'eroismo proprio in Gordon, l'uomo meno capace che ha provato e fallito.

## Produzione
Il film fu prodotto dalla American Film Manufacturing Company.

## Distribuzione
Distribuito dalla Mutual, il film - un cortometraggio in due bobine - uscì nelle sale statunitensi il 3 dicembre 1915.